# Superconductor a temperatura ambiente
Un superconductor a temperatura ambiente es una sustancia capaz de mostrar superconductividad a temperaturas superiores a 0 °C (273 K), como las que se encuentran en circunstancias habituales. A diferencia de los superconductores de alta temperatura estándares, estos materiales no necesitan bajar a temperaturas del nitrógeno líquido para mostrar superconductividad. En cambio, suelen estar presurizados a una presión mucho mayor que la presión a nivel del mar (1 atm). Este es un tema de investigación en física de materiales muy actual, lo que implica que muchos materiales candidatos pueden estar envueltos en polémicas. En 2023, se publicó en el servidor de arXiv un candidato a superconductor a temperatura ambiente y presión atmosférica, llamado LK-99. Aunque la publicación atrajo bastante atención mediática, el artículo aún no ha sido revisado por pares y levantó bastante escepticismo en la comunidad.

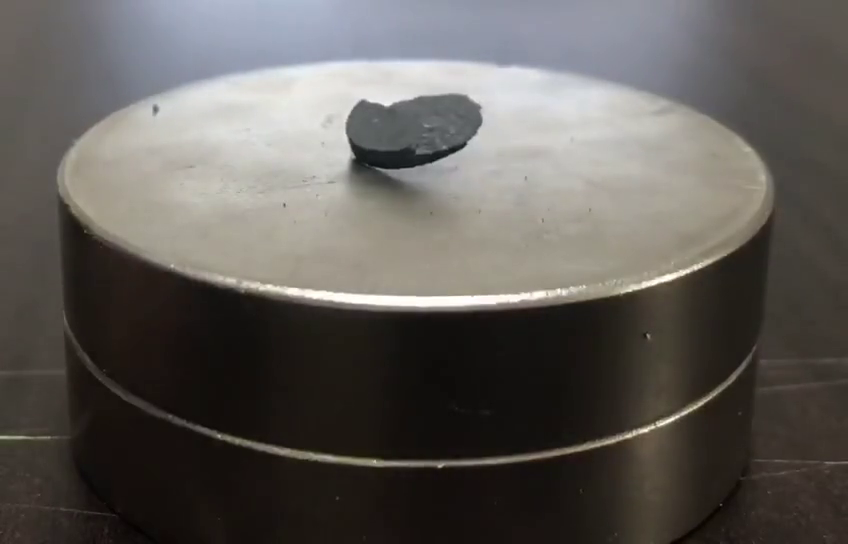
Imagen del LK-99, un material candidato a superconductor a temperatura ambiente

En 2020, se publicó un hidruro de azufre carbonoso que exhibía superconductividad hasta una temperatura de transición de 288 K (15 °C) a una presión de 267 GPa (2.6  millones de atm). Sin embargo, el consejo editorial de la revista Nature retiró el artículo original en 2022. Actualmente, a presión atmosférica estándar los cupratos tienen el récord de temperatura, manifestando superconductividad a temperaturas de hasta 138 K (−135 °C).  Con el tiempo, se han ido encontrando materiales que presentan superconductividad a temperaturas cada vez mayores, lo que pone en duda la idea de que lograr la superconductividad a temperatura ambiente es inviable, como originalmente se pensaba.
El descubrimiento de un superconductor a temperatura ambiente tendría una enorme importancia tecnológica. Desde dispositivos o sensores ultra sensibles, hasta computación cuántica a temperatura ambiente, transporte de electricidad sin pérdidas y mayores distancias o incluso levitación magnética debido al efecto Meissner.